# 하이난섬
하이난섬(한국어: 해남도, 중국어 간체자: 海南岛, 정체자: 海南島, 병음: Hǎinán Dǎo)은 중화인민공화국 광둥성 레이저우반도 남쪽에 위치한 섬이며, 하이난성의 대부분을 차지한다. 총 수역은 200만 평방 킬로미터이고 그 중 육지의 면적은 33210 평방 킬로미터이며 동서로 약 300 킬로미터, 남북으로 약 180 킬로미터 정도이다. 세계에서 42번째로 큰 섬이며 중국에서 가장 큰 섬이다. 최고점은 1840 미터의 우치산이며, 북쪽은 충저우 해협, 동쪽과 남쪽은 남중국해, 서쪽은 통킹만과 접한다. 인구는 1043만명 (2023년 기준)이다.

## 역사
고대부터 리족, 먀오족, 좡족 등 중국의 소수 민족이 거주하였으며, 1949년 중화민국에 의해 하이난 특별행정구로 지정되었다. 1950년 3월 5일 중국 인민해방군이 중화민국 국군을 공격하기 위해 하이난섬에 상륙을 감행하면서 하이난섬 상륙 전역이 발발하였으며, 전쟁은 같은 해 5월 21일에 중국 인민해방군의 승리로 종료되어 중국 공산당은 하이난섬에 대한 지배권을 확보하였다. 이후 광둥성에 편입되었으며, 1988년에 분리되어 하이난성으로 재편되었다. 그 뒤 경제 특구로 지정되어 한족의 인구가 급증했으며, 2010년 중화인민공화국 정부가 국제 관광지로 활용하기 위해 대규모 개발 및 무비자 면세 등을 통한 관광 산업 추진을 결정하였다.
또한 2001년 이후 매년마다 하이난섬에서 보아오 아시아 포럼이 개최되고 있다.

## 지형
하이난섬의 북부는 약간 높고 평평한 평지이거나 기복이 적은 구릉이 넓게 펼쳐져 있으며, 대부분은 화산 분화에 의한 현무암 또는 얕은 바다에 퇴적된 점토층으로 구성되어 있다. 해발은 약 100 미터이다. 또한 하이난섬의 중남부는 높고 험한 산악 지대가 있으며, 대부분 화강암으로 구성되어 있다. 산맥의 배열 방향은 충저우 해협 건너의 광둥성의 산맥 방향과 거의 일치하며, 주로 동북쪽에서 남서쪽으로 뻗어 있다.
하이난섬에서 해발 1500 미터가 넘는 산봉우리는 우즈산, 잉거링, 어종링, 미허우링, 야자다링, 댜오루어산 등이 있으며, 그 중 최고봉은 해발 1840 미터의 우즈산이다. 하이난의 산맥은 크게 중부의 우즈 산맥, 북서부의 잉거링 산맥, 서부의 야자다링 산맥 구분된다.
하이난섬의 주요 하천들은 대부분 산맥의 방향을 따라 바다로 흘러들며, 비교적 큰 강은 대부분 중부 산악 지대에서 발원해 사방으로 흘러 바다로 향한다. 전체 섬에서 바다로 유입되는 크고 작은 하천은 154개 이상이며, 그 중 집수 구역의 면적이 100 평방 킬로미터를 상회하는 것은 38개이다. 이 중 난두강(해남도에서 가장 긴 강), 창화강, 완취안허의 유역 면적이 47%에 달하며, 이외로 북서부의 베이먼강, 원란허, 남부의 닝위안허, 링수이허, 타이양허 등이 큰 강으로 꼽힌다.

## 기후
하이난섬은 해양성 열대 몬순 기후에 위치하며, 중화인민공화국의 열대 기후 지역의 총 면적 중 약 40%를 차지한다. 연간 일조 시간은 총 2000시간 이상이며, 적산 온도는 섭씨 8400도에서 9200도정도이다. 가장 더운 달의 평균 기온은 섭씨 25도에서 29도이며, 가장 추운 달의 기온은 섭씨 16도 이상이다.
하이난섬의 강수량은 여름철 계절풍의 영항으로 동부에서 서부로 갈수록 줄어들며, 지형의 영향으로 강수가 동부에 집중되어 있고 서남부에는 강수가 적어 섬의 서남부에 유명 염전인 잉거 염전이 존재한다. 연 강수량은 1500 밀리미터 이상이며, 동부에서는 강수량이 2800 밀리미터에 달한다. 벼, 사탕수수, 땅콩 등의 재배에 적합하며, 특히 벼는 1년 3작이 가능하다. 동시에 섬 내에서는 고무, 기름야자, 후추, 커피나무, 사이잘, 리치, 용안, 코코넛 등의 재배가 성행하여 중화인민공화국의 열대 및 아열대성 작물의 주요 산지가 되었으며, 목재용 수목이 800종 이상 존재하는 등 목재 자원 또한 풍부하다.

## 동식물
하이난섬에는 많은 고유종의 동식물이 존재하며, 그 중 상당수는 유네스코에 의해 보호종으로 지정되었다. 또한 몇몇 종은 하이난섬의 이름을 따서 명명되었다.
- 하이난멧토끼
- 하이난털고슴도치
- 하이난검은볏긴팔원숭이
- 하이난헤론

## 관광
유명 명소로는 하이커우시에서 15 킬로미터 떨어진 곳에 위치한 레이총 세계 지질 공원이 있으며, 분화구의 정상에는 전망대가 건설되어 있다. 또한 남부의 싼야시에는 유명 리조트가 위치하며, 야룽완 국가 관광여행지 등이 유명하다.